# Christian Buder (Schriftsteller)
Christian Buder (* 28. Februar 1968 in Memmingen) ist ein deutscher Schriftsteller.

## Leben
Nach dem Studium der Betriebswirtschaft an der Fachhochschule in Kempten und Fulda begann Christian Buder 1996 ein Philosophiestudium an der Universität Marburg. Fasziniert von den Schriften des französischen Philosophen Jacques Derrida, wechselte er nach dem Hauptstudium an die Universität Paris VIII. Er schloss sein Philosophiestudium mit einer Arbeit über die Todesstrafe ab. Nach einem Aufenthalt in Kolumbien, Marseille und Aix-en-Provence promovierte er an der École des Hautes Études en Sciences Sociales (EHESS) in Paris. In seiner Dissertation befasste er sich mit Hegels Begriff der Zeit. 2006 war Christian Buder Stipendiat an der Universität von Chicago bei dem US-amerikanischen Philosophen Robert Pippin.
Christian Buder lebt und arbeitet abwechselnd im Allgäu und in der Bretagne. Er ist verheiratet und hat zwei Kinder.

## Bibliografie
- 2013: Die Eistoten. Roman, Aufbau Verlag. ISBN 978-3-7466-2995-7
- 2015: Der Tote im Moor. Roman, Aufbau Verlag. ISBN 978-3-7466-3129-5
- 2015: Schwimmen, ohne nass zu werden. Sachbuch, Aufbau Verlag. ISBN 978-3-7466-3160-8
- 2017 Das Gedächtnis der Insel. Roman, Karl Blessing Verlag, Verlagsgruppe Random House GmbH. ISBN 978-3-89667-591-0
- 2022 Der Dachs. Kriminalroman, Aufbau Verlag. ISBN 978-3-352-00963-1. (Online)